# Podiebrady 2013
Podiebrady 2013 – mityng w chodzie sportowym, który odbył się 13 kwietnia w czeskich Podiebradach. Impreza była kolejną w cyklu IAAF Race Walking Challenge w sezonie 2013.

## Mężczyźni
| Konkurencja:  | 1. miejsce    | Rezultat | 2. miejsce | Rezultat | 3. miejsce | Rezultat |
| Chód na 20 km | Éider Arévalo | 1:19:45  | Erik Tysse | 1:19:51  | Matej Tóth | 1:20:14  |

## Kobiety
| Konkurencja:  | 1. miejsce     | Rezultat | 2. miejsce      | Rezultat | 3. miejsce          | Rezultat |
| Chód na 20 km | Monica Equihua | 1:31:55  | Lucie Pelantová | 1:32:08  | Antonella Palmisano | 1:32:36  |